# ألعاب الدول الصغيرة الأوروبية 1995
عقدت ألعاب الدول الصغيرة الأوروبية 1995 في جمهورية لوكسمبورغ في الفترة من 29 مايو إلى 3 يونيو.

## الرياضات
- ألعاب القوى.
- كرة السلة.
- ركوب الدراجات.
- الجودو.
- الرماية.
- السباحة.
- تنس الطاولة.
- التنس.
- الكرة الطائرة.

## جدول الميداليات
الجدول التالي يوضح أسماء الدول وعدد الميداليات التي حصلت عليها كل دولة:
| الترتيب                           | منتخب      | ذهبية | فضية | برونزية | المجموع |
| --------------------------------- | ---------- | ----- | ---- | ------- | ------- |
| 1                                 | أيسلندا    | 33    | 17   | 28      | 78      |
| 2                                 | قبرص       | 22    | 25   | 22      | 69      |
| 3                                 | لوكسمبورغ  | 20    | 26   | 12      | 59      |
| 4                                 | ليختنشتاين | 5     | 2    | 1       | 8       |
| 5                                 | موناكو     | 3     | 4    | 17      | 24      |
| 6                                 | أندورا     | 2     | 5    | 8       | 15      |
| 7                                 | سان مارينو | 2     | 5    | 2       | 9       |
| 8                                 | مالطا      | 1     | 4    | 7       | 12      |
| المصدر: اللجنة الأولمبية المالطية |            |       |      |         |         |